# ミニョン

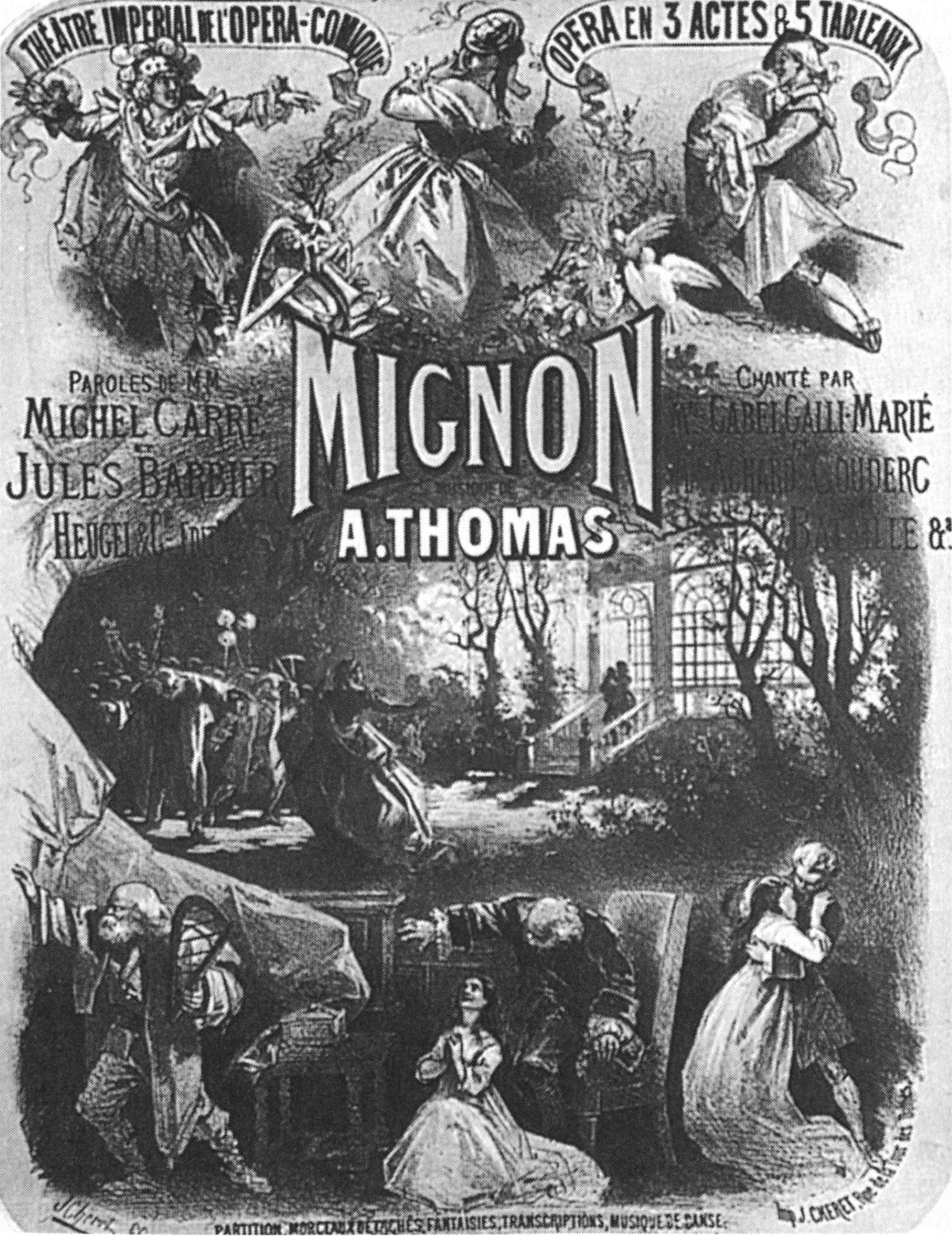
ジュール・シェレによる『ミニョン』のポスター

『ミニョン』（Mignon）は、アンブロワーズ・トマのオペラ作品。1866年、パリのオペラ＝コミック座で初演されて、トマの代表作となった。ヨハン・ヴォルフガング・フォン・ゲーテの小説『ヴィルヘルム・マイスターの修業時代』を基に大幅な脚色を加えている。

## 概要
1866年11月17日のパリオペラ＝コミック座での初演はセレスティーヌ・ガリ=マリエ（Célestine Galli-Marié）、カペル、アシャール、バタイユら。イギリス初演は1870年7月5日ロンドン、ドルリー・レーン劇場、クリスティーナ・ニルソン（Christina Nilsson）が出演した。アメリカ初演は1871年5月9日、ニューオリンズのフレンチ・オペラ・ハウスにて出演はデュメストル、ド・ケーゲル、ナッディ、ペリエらであった。イギリス初演の際にトマは、セリフをレシタティーヴォに置き換えたイタリア語版を作成、ミニョンをメゾ・ソプラノからソプラノに、フレデリックをテノール・ブッフォからコントラルトのズボン役にそれぞれ改めた。1894年のうちにオペラ・コミック座は『ミニョン』の1,000回の公演を迎えるが、作曲者の生存中に1,000回の上演がされる初めての歌劇作品という栄誉に浴したのである。なお、日本初演は1921年9月28日、東京の帝国劇場にて、ロシアのボリショイ劇場によって行われた。邦人による初演は1951年9月1日、新橋演舞場にて藤原歌劇団によって行われた。「この傑作がなぜ上演されることもないままに忘れ去られているのか、不思議に思われる。このオペラは初演以来1,900回近く上演されてきた（これは『ウェルテル』よりも多い）。そして、作品の中には有名なアリアがいくつもの存在する」のである。

## リブレット

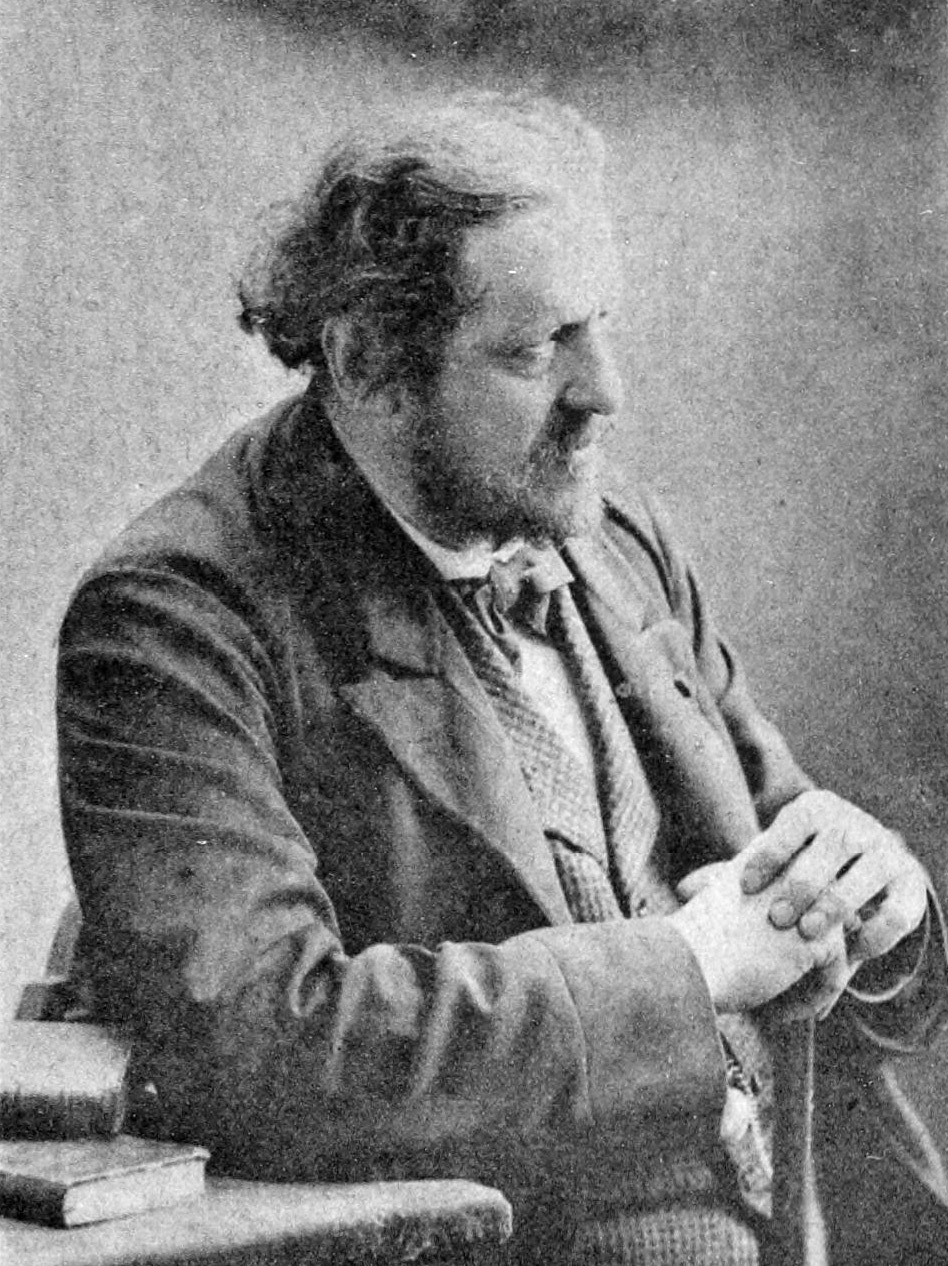
ジュール・バルビエ

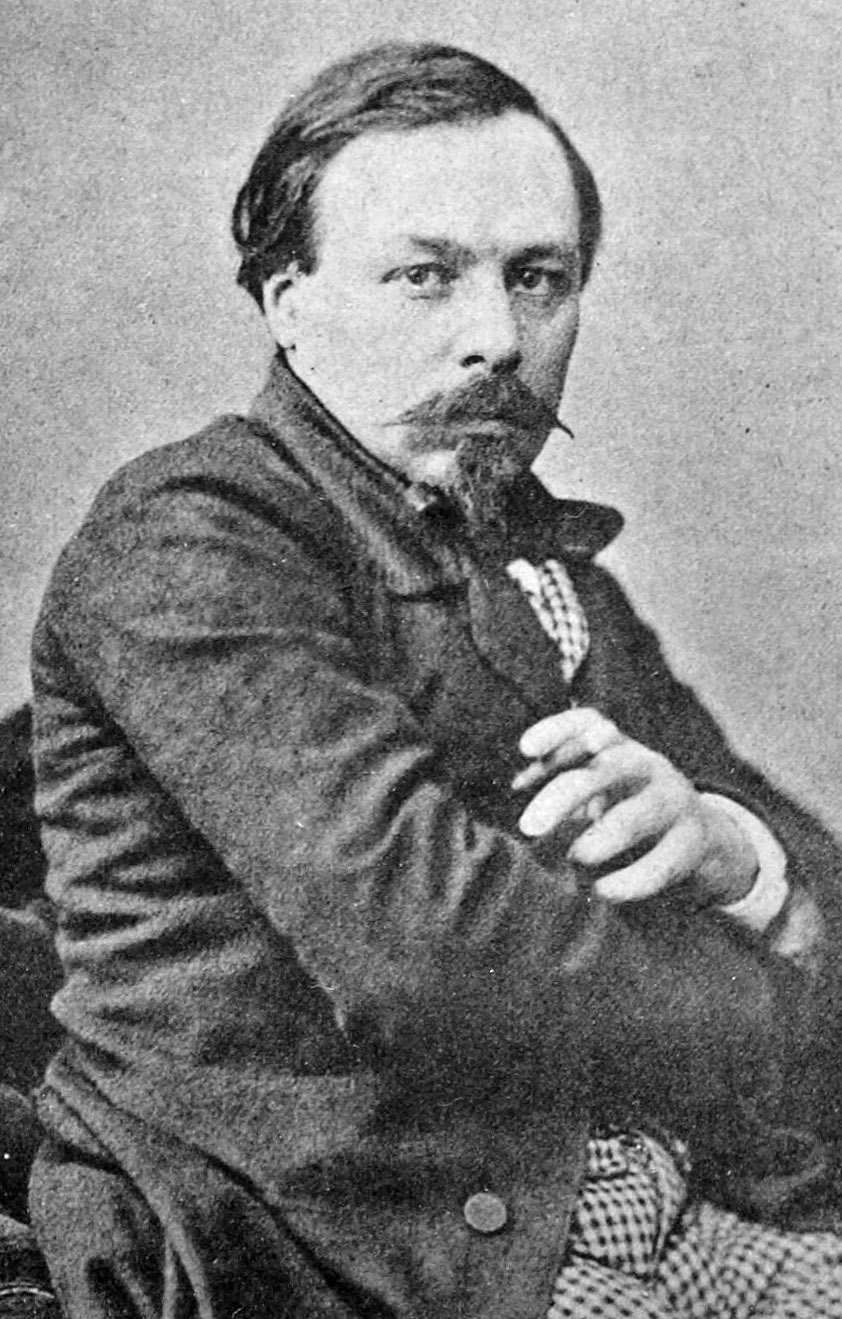
ミシェル・カレ

リブレットはジュール・バルビエ（Jules Barbier）とミシェル・カレ（Michel Carré）によりフランス語で作成された。内容はゲーテの人気小説『ヴィルヘルム・マイスターの修業時代』（1796年）を自由に脚色したものである。ヴィルヘルムが遍歴の途上に出会う、薄幸の少女ミニョンが突然死んでしまうところは原作に忠実だったが、そのせいで最初の公演の評判は良くなかった。なぜならオペラ・コミックはハッピーエンドで幕が下りるという伝統に反していたからである。そのため、台本に手直しが施され、最後はミニョンとヴィルヘルムが結ばれるバージョンが作られた。このオペラの終結部はオペラ・コミックの慣習に合せたハッピーエンドに改めた長短二通りの版と、主としてドイツ向けにタイトルロールの死で終わるようにした版が用意されている。作曲者自身によるハッピーエンドの短縮版でも演出・演奏が良ければ、少しも取ってつけたようにはならず、切実な感動を呼ぶのである。

## 登場人物

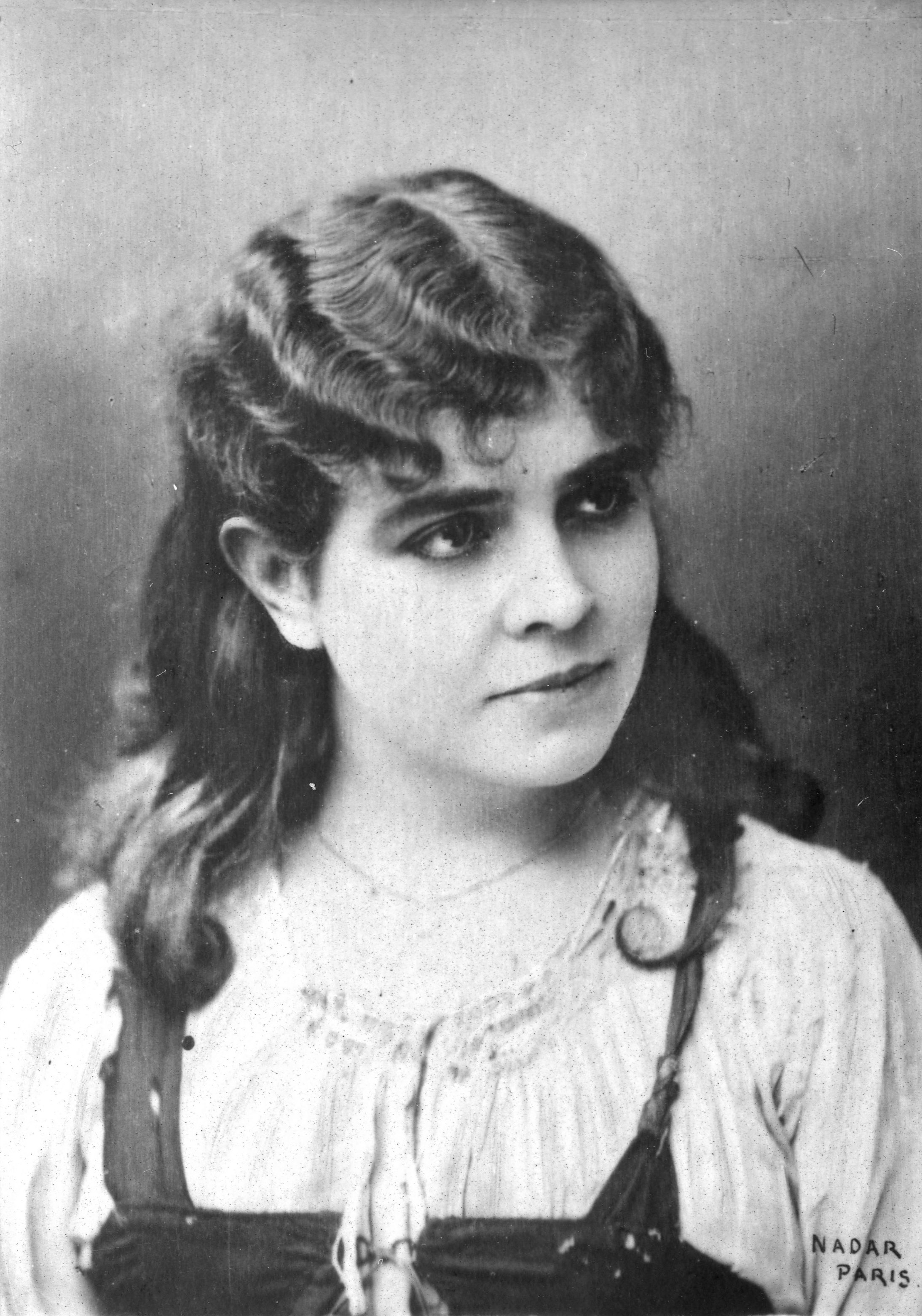
『ミニョン』を初演したセレスティーヌ・ガリ=マリエ

- ミニョン（メゾソプラノ）
旅芸人の一座で芸をさせられている可憐な少女。ヴィルヘルムに引き取られる。
- フィリーヌ（ソプラノ）
女優。ヴィルヘルムから熱烈に愛されているが、フィリーヌの側からはヴィルヘルムは数多くの男の一人としか見ていない。
- ヴィルヘルム・マイスター（テノール）
ウィーンの貴族の息子。学生だが、将来の進路を決めかねて放浪生活をしている最中に旅芸人の一座で芸をさせられているミニョンを引き取る。
- フレデリック（コントラルトまたはテノール[7]）
貴族。フィリーヌを熱愛する男の一人。ヴィルヘルムの恋敵。
- ラエルテ（テノール）
フィリーヌと同じ劇団の俳優。
- ロターリオ（バス）
年老いた吟遊詩人。行方不明の娘を探している。
- ジャルノ（バス）
ミニョンが芸をさせられている旅芸人一座の座長。
- アントニオ（バス）
イタリアのとある領主に仕える執事。
- その他、市民・農民・旅芸人・俳優など - （コーラス）

## あらすじ

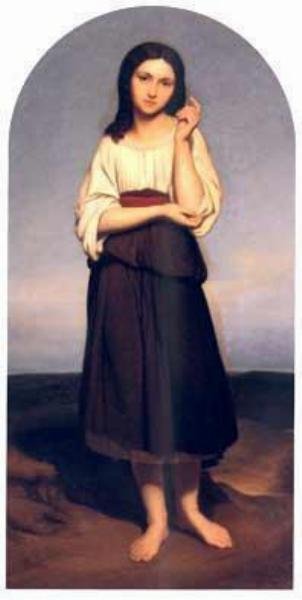
アリ・シェフェールによる『ミニョン』（1836年）ドルトレヒト美術館所蔵)

18世紀末のドイツの田舎街及びイタリアが舞台。

### 第1幕
吟遊詩人・ロターリオがドイツの田舎街に流れ着き、幼い頃にさらわれて行方不明となった娘を探してここまで流れ着いた過程を詠い上げる。同じ街に来ていた旅芸人一座の座長・ジャルノはミニョンに踊れと命じ、ミニョンが疲れているので踊りたくないと命令を拒否したところ、ジャルノは鞭を取り出してミニョンを打とうとする。そこへ通りかかった学生・ヴィルヘルムが止めに入り、結局はヴィルヘルムが金を払ってミニョンを引き取る。
人々は自由の身となったミニョンを祝福するが、そこへヴィルヘルムが熱愛する女優・フィリーヌと貴族の息子・フレデリックが現れ、フレデリックの伯父である男爵の邸宅で開かれる演劇にヴィルヘルムを誘う。

### 第2幕
ヴィルヘルムが自分を単なる子供としか見ていないことを知ってショックを受けたミニョンは、ヴィルヘルムの気を引きたい一心でフィリーヌの舞台衣装をこっそりと身に付ける。そこへヴィルヘルムとフレデリックがフィリーヌを巡って口論をしながら部屋へ入って来る。ミニョンは二人の喧嘩を止めるが、そのことが原因でミニョンはヴィルヘルムに突き放されてしまったうえ、フィリーヌからは衣装を勝手に着たことを責められる。フィリーヌへの嫉妬にさいなまれるミニョンは邸宅の外でロターリオと出会い、一部始終を打ち明ける。
演劇「真夏の夜の夢」は大成功を収め、フィリーヌは満場の拍手で祝福されるが、ロターリオはミニョンに同情する余り邸宅に火を放つ。炎に包まれる邸宅にミニョンが取り残されたことを知ったヴィルヘルムはミニョンを救い出す為に、燃え盛る邸宅へ単身、飛び込んで行く。

### 第3幕
ヴィルヘルムに助け出されて一命は取り留めたものの、火傷を負ったミニョンはイタリアのとある城で療養することになるが、ヴィルヘルムはミニョンの自分に対する愛を知り、また自分もミニョンを愛していることに気付く。
城に仕える執事のアントニオは、この城の領主は幼い娘をさらわれてから見すぼらしい吟遊詩人に身をやつし、娘を探して各地を放浪するようになったことをヴィルヘルムに打ち明ける。ミニョンが行方不明の娘・スペラータであることを知ったロターリオは正気を取り戻し、三人は喜び合う。そして、ミニョンはヴィルヘルムと結ばれる。
※原作通りにミニョンがヴィルヘルムを愛する感情を抑え切れなくなり、激しい動悸にさいなまれながらヴィルヘルムの腕の中で天に召されるバージョンもある。その場合、フィリーヌがミニョンを祝福する。

## 主要曲

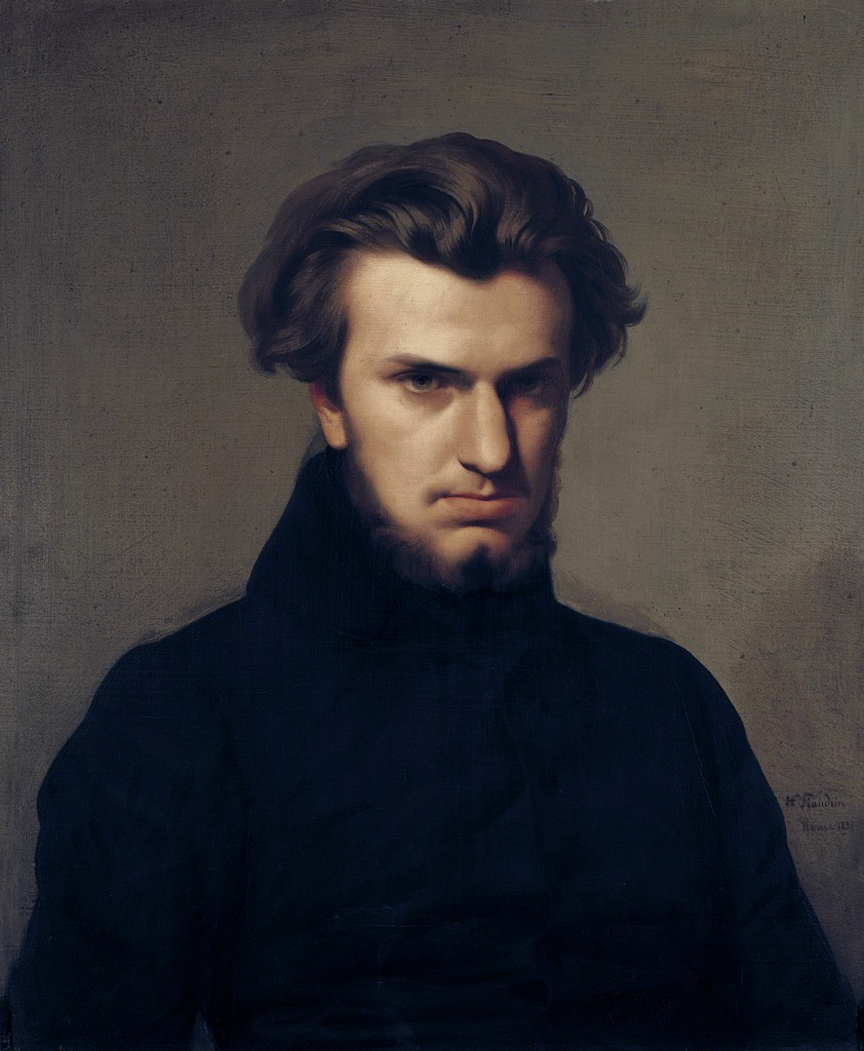
ジャン＝イポリット・フランドランによるアンブロワーズ・トマの肖像画 1834年

- 君よ知るや南の国 Connais-tu le pays (第1幕、ミニョン)
- ツバメの二重唱 Légères hirondelles（第1幕、ミニョン、ロターリオ）
- ガヴォット (第2幕への導入。ロンドン版ではフレデリックのアリア)
- 貧しい子のことを（スティリエンヌ） Je connais un pauvre enfant （第2幕、ミニョン）
- さらばミニョン Adieu, Mignon!（第2幕、ヴィルヘルム）
- あの人は恋人 Elle est aimée （第2幕、ミニョン）
- ミニョンとロターリオの二重唱 As-tu Souffret? （第2幕）
- 私はティタニア（ポロネーズ） Je suis Titania（第2幕、フィリーヌ）
- 心の痛手も癒えて（子守歌） De son coeur j'ai calmé la fièvre（第3幕、ロターリオ）
- 無邪気な彼女は信じなかった Elle ne croyait pas dans sa candeur naïve（第3幕、ヴィルヘルム）
- ここはどこ - 私は幸せです Où suis-je? - Je suis heureuse（第3幕、ミニョン、ヴィルヘルム）

## 上演時間
序曲約10分、第1幕60分、第2幕45分、第3幕40分　合計　約2時間35分

## 主な録音・録画
| 年   | 配役 ミニョン ヴィルヘルム・マイスター フィリーヌ フレデリック ロターリオ                                         | 指揮者 管弦楽団及び合唱団 | レーベル                                                          |
| ---- | --- | --- | ----------------------------------------------------------------- |
| 1945 | リーゼ・スティーヴンス ジェイムズ・メルトン ミミ・ベンゼル エツィオ・ピンツァ リュシェル・ブラウニング            | ウィルフリード・ペルティエ メトロポリタン歌劇場管弦楽団 及び合唱団                                                                           | CD: Sony Classics ASIN: B005LK8NR6                                |
| 1953 | ジュヌヴィエーヴ・モワザン リベロ・デ・ルカ ジャニーヌ・ミショー フランソワ・ルイ・デシャン ルネ・ビアンコ        | ジョルジュ・セバスティアン ベルギー国立劇場管弦楽団 モネ劇場合唱団                                                                           | （オリジナル音源：デッカ・レコード） CD: Preiser ASIN: B00008ADEP |
| 1977 | マリリン・ホーン アラン・ヴァンゾ ルース・ウェルティング ロジェ・ソワイエ フレデリカ・フォン・シュターデ          | アントニオ・デ・アルメイダ フィルハーモニア管弦楽団 アンブロジアン・シンガーズ                                                               | CD: Sony Classical ASIN: B002DU7OPE                               |
| 1992 | リュシール・ヴィニョン アラン・ガブリエル アニック・マシス クリスティアン・ドレグイェー ジャン=マルク・ザルツマン | ジャン・フルネ ピカルディ地方管弦楽団 フランス歌劇場合唱団 演出：ピエール・ジュールダン （ Pierre Jourdan） コンピエーニュ・インペリアル劇場 | DVD:ニホンモニター・ ドリームライフ ASIN: B00005H5H0              |
| 1996 | リュシール・ヴィニョン アラン・ガブリエル アニック・マシス ジャン=フィリップ・クルティス フィリップ・エルムリエ   | ステファーヌ・ドゥネーヴ アンサンブル・オルケストラル・ハルモニア・ノヴァ フランス歌劇場合唱団                                               | CD: Universal Classics France ASIN: B00004VLJA                    |